# Ekojärvi
Ekojärvi är en sjö i Finland. Den ligger i Sastamala stad i landskapet Birkaland, i den södra delen av landet, 160 km nordväst om huvudstaden Helsingfors. Ekojärvi ligger 109,2 meter över havet. I omgivningarna runt Ekojärvi växer i huvudsak blandskog. Arean är 1,02 kvadratkilometer och strandlinjen är 6,82 kilometer lång. Sjön  ingår i Kumo älvs huvudavrinningsområde. 